# نادي بايرنسيه
نادي بايرنسيه هو نادي كرة قدم برتغالي أٌسس عام 1911. يلعب النادي في الدوري البرتغالي الدرجة الثالثة.